# Jennwand
Die Jennwand, auch Jennewand genannt (italienisch: Croda Jenne), ist ein nach italienischer 2962, nach österreichischer Vermessung 2988 Meter hoher Berg in den nördlichen Ortler-Alpen in Südtirol. Sie erhebt sich am Ende des von der Laaser Spitze nach Norden ausgesandten Grats und ist im Nationalpark Stilfserjoch unter Schutz gestellt. Der selten begangene, mit einer guten Rundsicht ausgestattete Berg besteht zum größten Teil aus dem bekannten Laaser Marmor, der heute noch in einem Steinbruch auf 2228 Metern Höhe abgebaut wird. Daneben gibt es noch aufgelassene Brüche. Die Jennwand ist leicht vom nordöstlich gelegenen Göflan aus über den Göflaner See zu erreichen und bietet für Kletterer Routen in verschiedenen Schwierigkeiten.

## Lage und Umgebung
Die Jennwand markiert das nördliche Ende eines Grats, genannt Schwarze Wand, der sich von der Laaser Spitze (Punta di Lasa) nach Norden über den Nördersberg hinunter Richtung Etschtal zieht. Sie liegt damit in den Laaser Bergen im nördlichsten Teil der Ortler-Alpen. Benachbarte Berge sind im Süden die 3305 Meter hohe Laaser Spitze, im Osten, jenseits des Kars, mit dem Göflaner See, liegt die Weißwand mit 2778 Metern Höhe. Nach Westen fällt das Gebiet ab ins nord-südlich verlaufende Laaser Tal (Val di Lasa). Weiter östlich begrenzt das Martelltal (Val Martello) das Gebiet. Nächste bedeutende Siedlungen sind die etwa fünf Kilometer Luftlinie im Etschtal liegenden Orte Laas und Göflan.

## Jennwand-Marmor und Geologie
Seit 1829 wurde an der Jennwand der bekannte und im 19. Jahrhundert besonders von Bildhauern begehrte Marmor industriell abgebaut. Dieser Marmor zeichnet sich im Vergleich zum Carrara-Marmor durch eine höhere Wetterfestigkeit aus, die ihn besonders für Bildwerke im rauheren Klima nördlich der Alpen geeignet machten. Entstanden ist diese Gesteinsformation durch Hitze- und Druckeinwirkung auf Kalkstein in einer nach Norden enggepressten nach Süden fallenden Synklinale der Laaser Serie, deren nach Norden übergekippte Antiklinale die Jennwand bildet.

## Erschließung
Touristisch gesehen ist die Jennwand nur von lokaler Bedeutung. Vom östlich gelegenen Göflaner See aus kann man über den 900 Meter langen Ostgrat das Gipfelkreuz leicht erreichen, mit einigen Stellen im Schwierigkeitsgrad UIAA I. Talorte sind Laas und Göflan. Geklettert wird an der Wand seit 1921. Der am 13. Juli 1921 erstmals bestiegene Westgrat erfordert in der Schlüsselstelle Kletterfähigkeiten im UIAA-Grad III. Routen im Grad UIAA V wurden 1926 im direkten Westgrat begangen und Routen im Schwierigkeitsgrad UIAA VII- bis VIII- (teilweise als Sporkletterei) sind seit den 1990er Jahren unter den Namen Marmonsinfonie, Concord und Calypso in der Literatur beschrieben.